# Montmaur, Hautes-Alpes
Montmaur är en kommun i departementet Hautes-Alpes i regionen Provence-Alpes-Côte d'Azur i sydöstra Frankrike. Kommunen ligger  i kantonen Veynes som ligger i arrondissementet Gap. År 2022 hade Montmaur 535 invånare.

## Befolkningsutveckling
Antalet invånare i kommunen Montmaur
Referens:INSEE